# Пятиречье ведийское

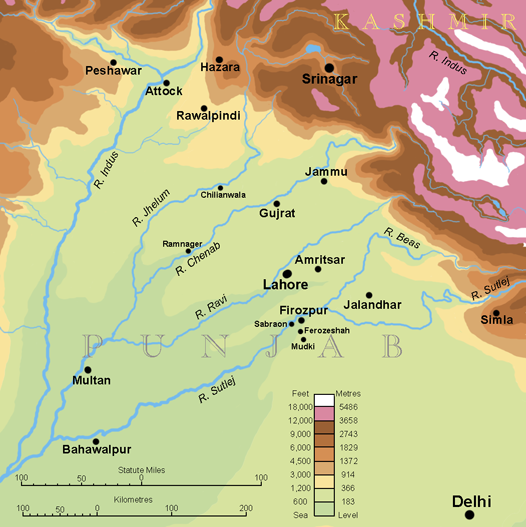
Ведическое Пятиречье

Пятиречье, на санскрите Панчанада — название места слияния и территории, по которой протекают  реки Випаша (совр. Биас), Шатадру (совр. Сатледж), Иравати или Парушни (совр. Рави), Чандрабхага или Асикни (совр. Ченаб) и Витаста (совр. Джелам) — пять священных для индуистов рек, воспетых и прославляемых Ведами. Район соответствует провинции Пенджаб, расположенной в Пакистане. На языке урду Па(е)нджаб — «пандж» — пять, «аба(апа)» — вода. Район слияния этих пяти рек, называемый «Пятиречье» и расположенный вблизи селения Панджнад-Хэд, с давних пор является одним из самых почитаемых мест паломничества в индуизме. Пятиречье является частью ведийского Семиречья.